# Hernán Medina
Hernán Esteban „Tota” Medina (ur. 5 września 1974 w Córdobie) – argentyński piłkarz występujący na pozycji środkowego obrońcy lub defensywnego pomocnika, trener piłkarski, od 2025 roku prowadzi Racing Córdoba.